# Apocopis pulcherrima
Apocopis pulcherrima är en gräsart som beskrevs av Norman Loftus Bor. Apocopis pulcherrima ingår i släktet Apocopis och familjen gräs. Inga underarter finns listade i Catalogue of Life.